# Maryna Hancharova
Maryna Hancharova est une gymnaste rythmique biélorusse née le 27 février 1990 à Minsk (RSS de Biélorussie).

## Biographie
Maryna Hancharova est médaillée d'argent du concours des ensembles aux Jeux olympiques d'été de 2012 à Londres, avec ses coéquipières Anastasia Ivankova, Nataliya Leshchyk, Aliaksandra Narkevich, Kseniya Sankovich et Alina Tumilovich.